# 2013 aux Îles Salomon
Cet article présente les faits marquants de l'année 2013 aux Îles Salomon.

## Évènements
- fin janvier : Des habitants du village de Fanalei dans la province de Malaita massacrent un millier de dauphins en quelques jours, affirmant ne plus recevoir les fonds que leur versait une ONG pour la préservation de ces animaux. Le ministre du Tourisme, Samuel Manetoali, visite le village, condamne cet événement et s'inquiète de la dégradation de l'image internationale du pays[1].

- 6 février : à la suite d'un séisme sous-marin de magnitude 8,0, un tsunami, d'une hauteur estimée à 1,5 m, frappe des villages de la côte ouest de l'île de Nendo, faisant au moins treize morts et « de nombreux disparus » et détruisant ou endommageant une centaine de foyers[2],[3],[4].

- mi-mars : Décès de Nelson Ne'e, ancien ministre de l'Intérieur[5].

- 1er avril : Les dernières troupes papou-néo-guinéennes, présentes depuis dix ans aux Salomon dans le cadre de l'opération RAMSI, quittent le pays[6].

- 27 avril : Décès de Walter Nalangu, rédacteur en chef de la Solomon Islands Broadcasting Corporation (crise d'asthme)[7]

- 30 juin : Fin du volet militaire de la mission internationale RAMSI[8].

- 9 juillet : Décès d'Andrew Nori, deux fois ministre, porte-parole de la Malaita Eagle Force et auteur d'un coup d'État en juin 2000[9].